# Die Tangokönigin
Die Tangokönigin (Tangodrottningen) är en operett i tre akter med musik av Franz Lehár och libretto av Julius Brammer och Alfred Grünwald. Den  hade premiär den 9 september 1921 på Apollo-Theater i Wien.

## Historia
Detta var den andra omarbetningen som Lehár gjorde av sin operett Der Göttergatte från 1904. Den byggde i sin tur på  Heinrich von Kleists tragikomedi Amphitryon och utspelades i antikens Grekland. 1913 reviderade Lehár verket första gången med nya titeln Die ideale Gattin. Båda omarbetningarna utspelas i samtiden, alltså 1913 och 1921, på den spanska badorten San Sebastián. I både Die ideale Gattin och  Die Tangokönigin förekommer samma personer, endast en del musiknummer ströks och ersattes av nya. Vissa musiknummer förekommer i både versionerna.

## Personer
- Leandro de Cavaletti
- Manolita, hans hustru
- Don Gil di Tennorio de Sevilla
- Marquese Columbus de Serrantis
- Coletta, hennes dotter
- Guido Y Olivia
- Ernesto Dela Rosa
- Diego de Padilla
- Sergius Sartrewski
- Miguel, kammartjänare
- Theresa, Manolitas kammarjungfru
- Mara
- Fiorella
- Pepita

## Handling
Handlingen rör sig kring greveparet Cavalettis äktenskap som inte är bra. Manolita lämnar sin man och återkommer förklädd som sin syster Carola. I denna nya roll kan hon åter attrahera sin make och därmed rädda deras äktenskap.

## Musiknummer
- Nr. 1 Introduktion och duett: Mein Kind du wirst ironisch (Manolita, Leandro)
- Nr. 2 Scene och duett: Ach Kindchen, was fällt dir denn ein (Manolita, Leandro, Don Gil)
- Nr. 3 Duett: Du rauchst? (Leandro, Don Gil)
- Nr. 4 Terzett: Geh’n Sie doch, Mein Herr (Coletta, Leandro, Don Gil)
- Nr. 4a Abgang: Ich will es tun (Manolita)
- Nr. 5 Dansduett (Bolero): So stellt ein Torreador (Coletta, Don Gil)
- Nr. 6 Final I: Na also, da sind sie ja schon (Alla)
- Nr. 6a Entreakt (Mellanspel, Orkester)
- Nr. 7 Introduktion, sång och dans (Inledning Akt II): Es jauchzen und jubeln die Geigen (Alla)
- Nr. 8 I klaverutdraget följs Nr. 7 av Nr. 9
- Nr. 9: Manolitas entrésång: Bueno serra (Alla)
- Nr. 10 Duett: Als ich zum ersten Mal gesehen (Coletta, Don Gil)
- Nr. 11 Ensemble: Also hören sie (Nästan alla och damkör)
- Nr. 12 Tango: Bei Valparaiso in der Schenke (Manolita, Leandro)
- Nr. 13 Final II: Ach was liegt denn dran Herr Graf (Alle)
- Nr. 14 Spansk Barkaroll: Des Abends werden wach der Liebe Gluten (Manolita, Satrewski, Chor)
- Nr. 15 I klaverutdraget följs Nr. 14 av Nr. 16
- Nr. 16 Duett: Ich hab eine Gattin (Manolita, Leandro)
- Nr. 16a Reminiscens: Willst du mein süßer, braver, kleiner Hampelmann sein? (Coletta, Don Gil)
- Nr. 17. Final III: Wie seid ihr Männer alle doch so leicht zu fangen (Manolita, Leandro, Satrewski)